# Saint-Prime
Saint-Prime es un municipio canadiense situado en la provincia de Quebec.

## Superficie
Saint-Prime tiene una superficie de 147,16 km².

## Demografía
En 2021, tenía 2760 habitantes, una densidad poblacional de 18,8 hab./km², y 1304 viviendas.